# Wisconsin State Capitol
Das Wisconsin State Capitol ist Sitz beider Regierungskammern des Staates Wisconsin sowie des Obersten Gerichtshofs und des Gouverneurs. Es ist bereits das fünfte State Capitol des Staates Wisconsin bzw. seiner Vorläufer. Das Wisconsin State Capitol steht im Zentrum der Stadt Madison und acht Straßen laufen konzentrisch auf die über 85 m hohe Kuppel zu. Gemäß einem Erlass von 1989 darf kein Gebäude im Umkreis von einer Meile höher sein, um die Sichtverhältnisse nicht zu beeinträchtigen.

## Vorgängerbauten

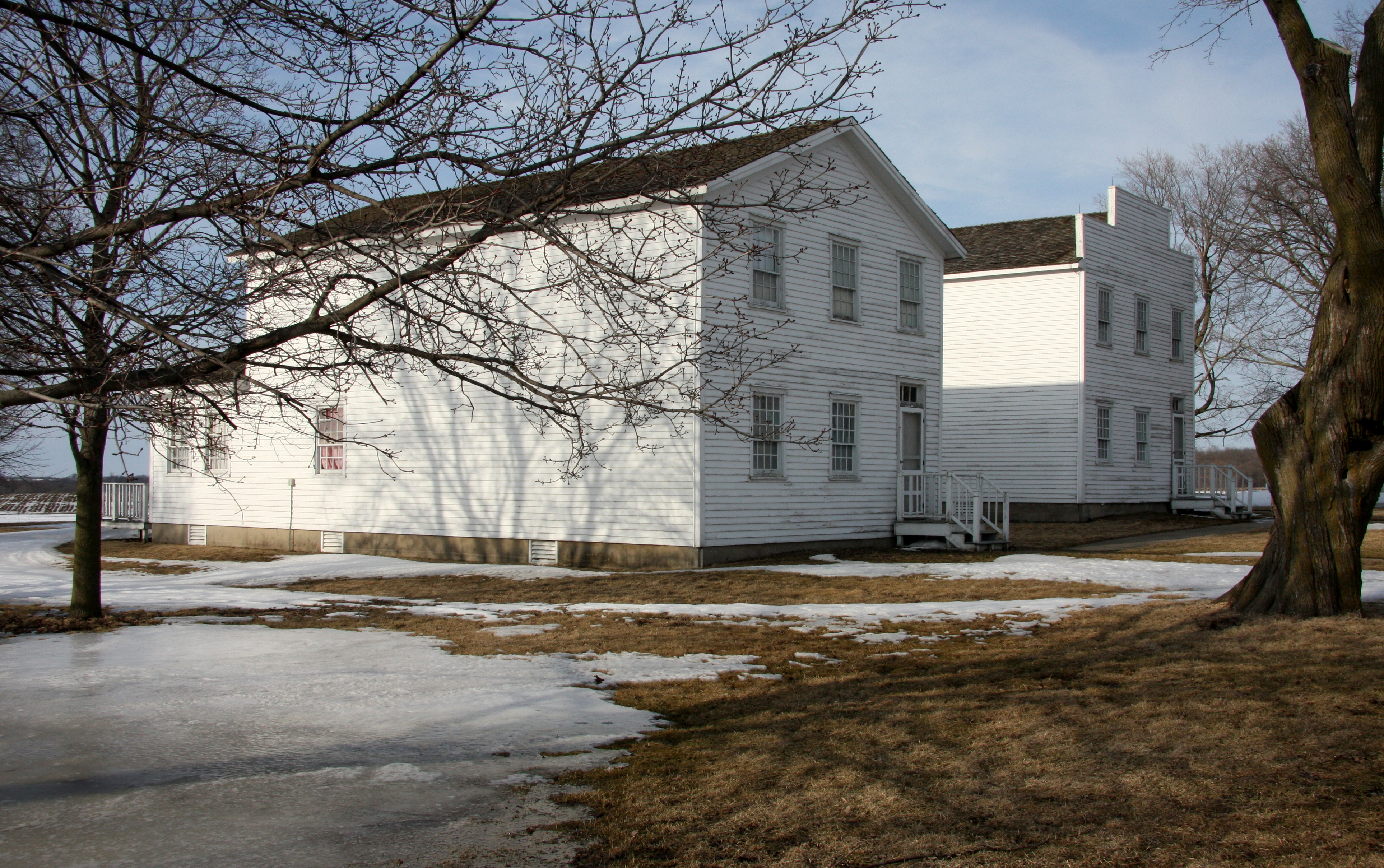
First Capitol Historic Site in Belmont

Infolge der Gründung des Wisconsin-Territoriums 1836 benötigte man eine Hauptstadt und die neue Regierung einen Versammlungsort. Spekulanten und Großgrundbesitzer buhlten darum, dass die neue Hauptstadt auf ihrem Land errichtet würde. Die Wahl fiel auf das durch John Atchison spontan gegründete Dorf Belmont, wo schon vier einfache Holzhäuser auf die neuen Landesherren warteten. Holzproben belegen, dass die Häuser außerhalb des Territoriums, vermutlich in Pittsburgh, Pennsylvania vorgefertigt und erst vor Ort zusammengebaut wurden. Heute sind die Häuser Teil des First Capitol Historic Site.

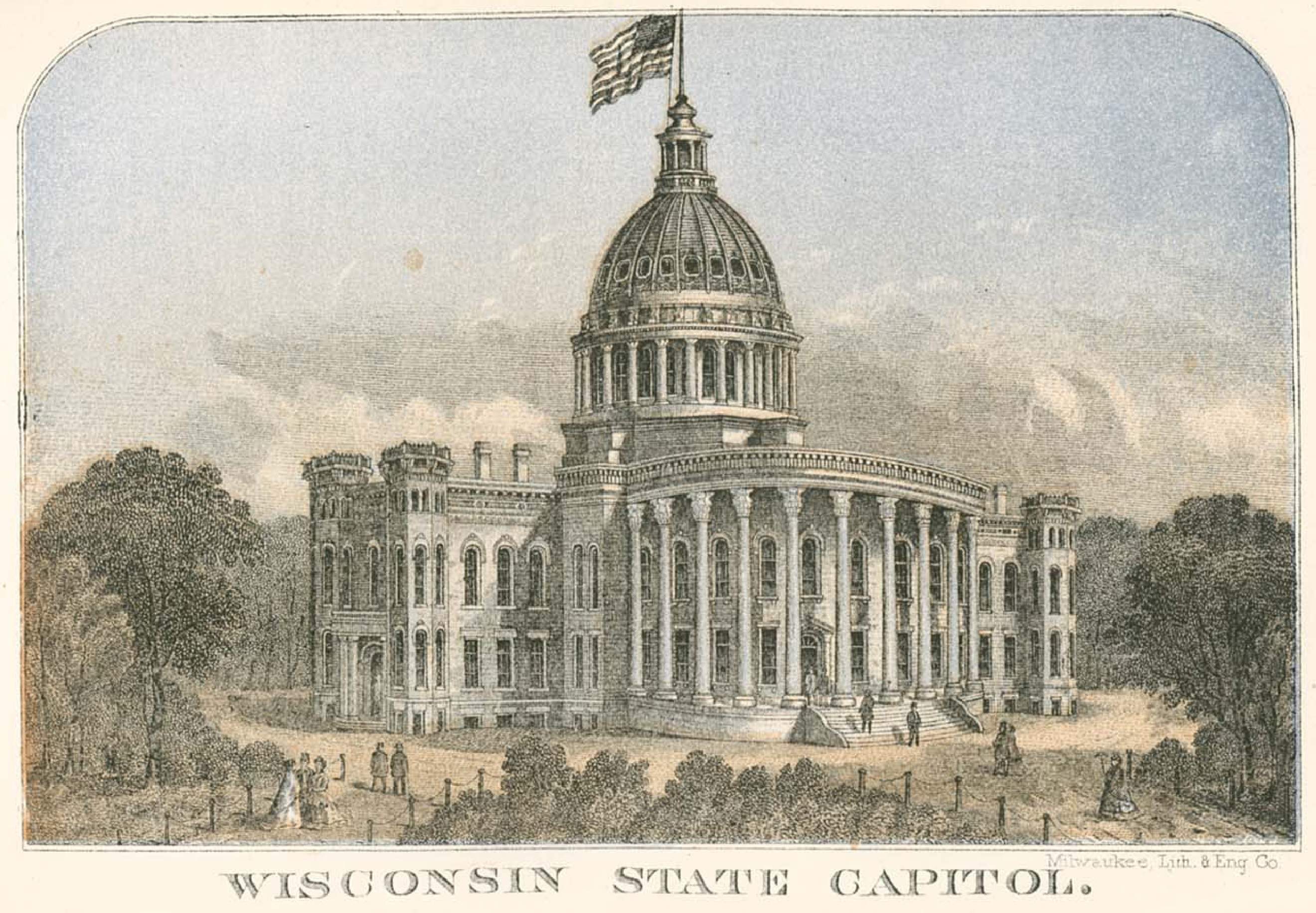
Das zweite State Capitol in Madison (1863)

Von Beginn an kritisierte man die Abgelegenheit und die mangelnde Infrastruktur Belmonts. Man hätte doch in eine bereits bestehende Stadt ziehen sollen. Belmonts Ruhm wehrte somit nur kurz und der Kampf unter den Großgrundbesitzern, den Standort für eine neue Hauptstadt zu stellen, ging weiter. 1837 zog die Regierung nach Burlington, Iowa, welches nicht viel größer war, als Belmont. Nachdem die Stadt dem 1838 neu gegründeten Iowa-Territorium zugeschlagen wurde, musste die Regierung des Wisconsin-Territoriums ihren Sitz erneut wechseln.
In der zukünftigen Hauptstadt, Madison, die zu dem Zeitpunkt auch zum Großteil nur auf dem Papier existierte, befand sich bereits am Standort des heutigen State Capitols ein kleines Kapitol im Bau. Es wurde bald zu klein und zwischen 1857 und 1869 durch einen größeren Neubau mit Kuppel ersetzt. Dieser musste ebenfalls bald erweitert werden und ab 1903 zog man erneut einen Neubau in Betracht. Ein großes Feuer im Jahre 1904 machte den Weg hierfür frei.

## Das heutige Gebäude

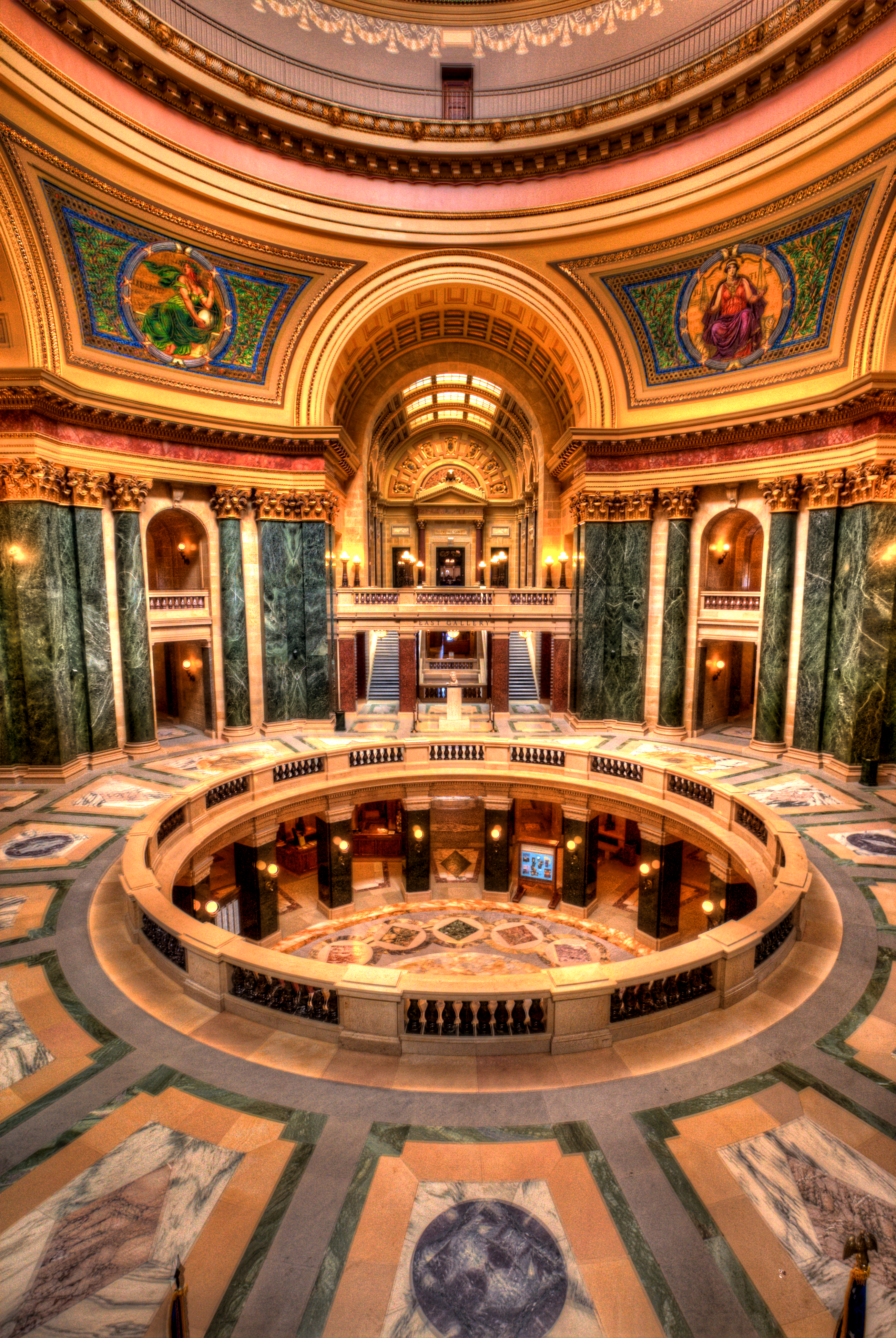
Materialvielfalt in der Rotunde

Das heutige Gebäude ist somit bereits das dritte State Capitol an diesem Standort. 1906 wurde mit dem Bau nach Plänen des Architektenbüros George B. Post & Sons aus New York begonnen.
Es entstand ein Zentralbau auf dem Grundriss eines Griechischen Kreuzes mit einer Kuppel im Schnittpunkt der Achsen, wie sie für die meisten State Capitols üblich ist. Innen, wie außen verwendete man 43 Arten von Gestein aus verschiedenen Bundesstaaten und Ländern. So bestehen die Fassade und die Kuppel aus Granit aus Bethel (Bethel White) in Vermont, in der Rotunde unter der Kuppel wurde Marmor, u. a. aus Italien und Griechenland sowie Norwegischer Labradorit verlegt. Aufgrund finanzieller Engpässe zogen sich die Bauarbeiten bis 1917.

### Figurenprogramm

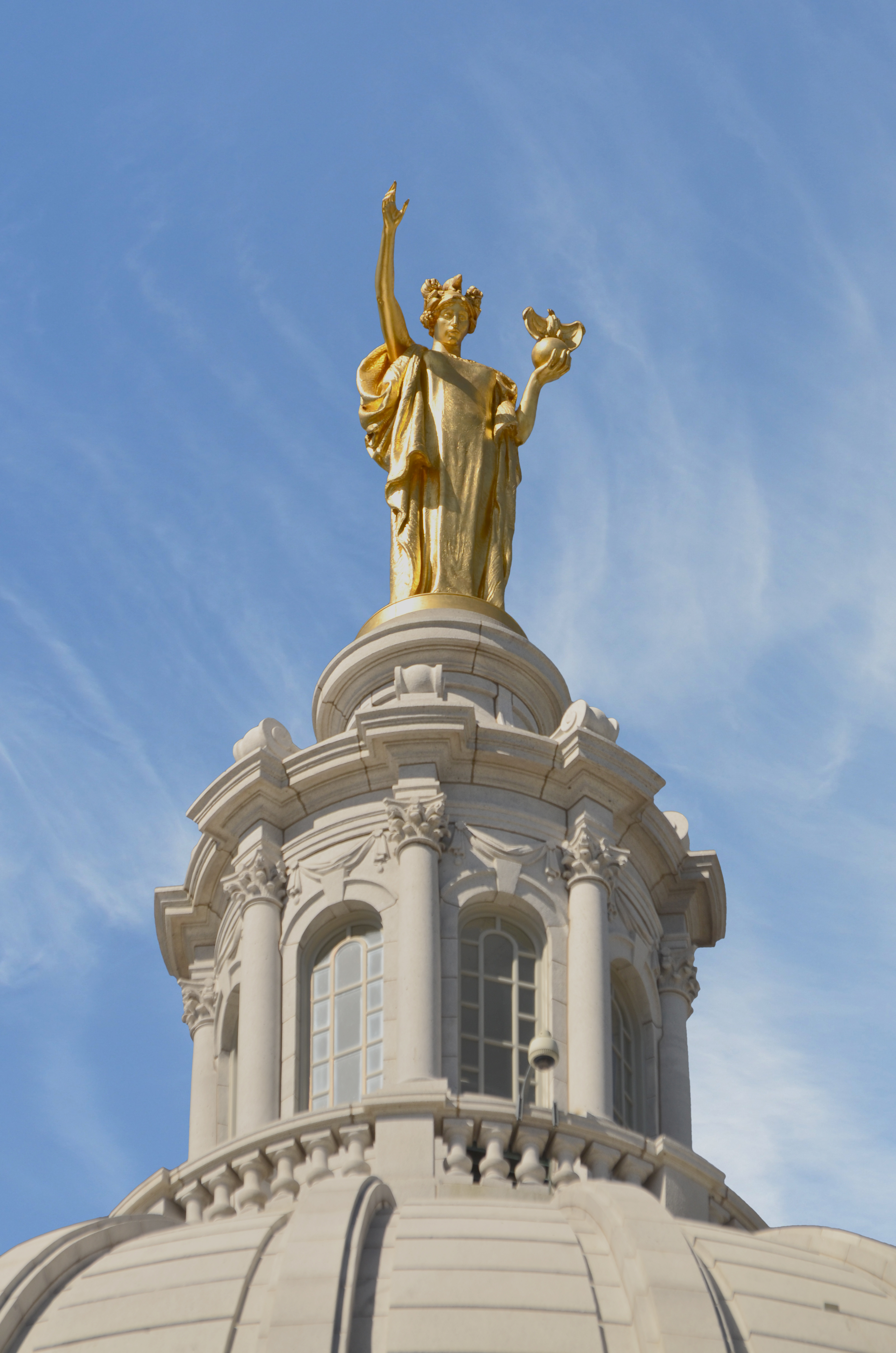
Wisconsin-Statue

Das Wisconsin State Capitol weist ein umfangreiches Figurenprogramm auf. Die Kuppel wird von einer goldenen, 4,7 m hohen Statue bekrönt. Sie ist ein Werk des bedeutenden Bildhauers Daniel Chester French und ist eine Allegorie des Staates Wisconsin. Dargestellt ist eine Frau in antikem Gewand. Ihren rechten Arm streckt sie gebietend nach vorne, wodurch das Motto des Staates Wisconsin (Forward, dt. Vorwärts) charakterisiert wird. Auf ihrem Helm sitzt ein Dachs, das Staatstier Wisconsins. Beide Merkmale finden sich auch im Siegel Wisconsins wieder. In der linken Hand hält sie eine goldene Kugel mit einem Adler darauf, der wiederum ein „W“ auf seiner Brust trägt.
Posts ursprüngliche Pläne sahen vier kleine Kuppeln am Fuße der zentralen Kuppel vor. Die Kuppeln wurden schließlich durch vier Figurengruppen ersetzt. Diese sind Arbeiten des österreichischen Bildhauers Karl Bitter und stellen Glaube, Stärke, Wissen sowie Wohlstand und Überfluss dar.
Die Dreiecksgiebel an den Fronten jedes Flügels sind mit Figuren geschmückt, die sich auf die Aufgaben der Regierung beziehen. Das Gesetz und die Landwirtschaft stammen ebenfalls von Bitter, die Tugend vom deutschstämmigen Bildhauer Adolph Weinman und die Weisheit von Attilio Piccirilli.